# Подольский мостовой переход
Подо́льский мостово́й перехо́д (укр. Подільський мостовий перехід) — комбинированный мостовой переход в Киеве через реку Днепр и рукав Десёнка, двухъярусное сооружение, состоящее из трёх мостов и соединяющих их эстакад. На верхнем ярусе шесть полос для движения автомобильного транспорта (по три полосы в обе стороны), на нижнем — будущая Подольско-Вигуровская линия метрополитена с тремя будущими станциями, расположенными на эстакадах: «Судостроительная», «Труханов остров» и «Залив Десёнка». Трасса Подольского мостового перехода была обозначена на всех генеральных планах развития Киева последних сорока лет. 
Главный инженер проекта — Георгий Борисович Фукс, с 2008 года — Михаил Корнеев. Главный архитектор проекта — Олег Заварзин. Организация генпроектировщик — ЗАО «Киевсоюздорпроект», генподрядчик — ОАО «Мостобуд».

## Описание
Эстакада мостового перехода начинается от Набережно-Крещатицкой улицы на Подоле, должна пересечь Рыбальский полуостров, Труханов остров, пройти через Русановские сады и выйти на левобережную часть Киева. В составе эстакады два моста через Гавань, арочный между Рыбальским полуостровом и Трухановым островом, а также мосты через Десёнку (между Трухановым островом и левым берегом Днепра) и озеро Радужное. Автомобильная часть перехода состоит из трёх полос для движения в каждом направлении, проектная интенсивность движения автомобильного транспорта — 59 тысяч автомобилей в сутки. По нижнему ярусу мостового перехода должен проходить участок будущей Подольско-Вигуровской линии киевского метро с тремя станциями, расположенными на эстакадах: Судостроительная — между двухъярусными мостами через Гавань и Днепр, Труханов остров — на эстакаде одноимённого острова и залив Десёнка — на левом берегу между мостом через залив Десёнку и мостом через Радужное озеро.

## История
Технико-экономическое обоснование строительства мостового перехода через Днепр разрабатывалось в 1987—1989 годах. Проект согласован мостостроительным советом 25 июля 1990 года и утверждён Киевским горсоветом 19 апреля 1993 года. Подготовительные работы по сооружению моста были начаты в 1993 году, однако в связи с отсутствием финансирования были почти сразу же приостановлены. Активное строительство моста началось лишь 10 лет спустя, в декабре 2003 года.
Движение по мосту для спецтранспорта, автомобилей экстренных служб и автобусов было открыто 1 декабря 2023 года. Мост соединил Подол с левобережными районами Воскресенка и Радужный массив. 1 декабря 2024 года было открыто движение для легковых автомобилей и городского пассажирского транспорта.
Общая протяжённость мостового перехода — более 10 км. В состав трассы перехода включены:
- три моста через Гавань,
- арочный мост через Днепр (длина пролёта 344 м[7]),
- мост через Десёнку,
- мост через озеро Радужное,
- эстакады на Трухановом острове и в урочище Горбачиха,
- четыре многоуровневые транспортные развязки[3].

- Сооружение участка, соединяющего Рыбальский полуостров и Труханов остров (2008)
- Строительство арки мостового перехода (справа плавучий кран «Захарий LK-600», 2011)
- Монтирование двух арок мостового перехода (июль 2014)
- Завершение монтажа соединений между арками (октябрь 2019)
- Завершающая стадия основных работ (октябрь 2021)

## Сроки
Окончание строительства планировалось на 2008 год, но после ухудшения макроэкономической ситуации финансирование было возобновлено только в мае 2010 года.
В соответствии с обновлённым графиком, окончание первой очереди (сдача автомобильных мостов и эстакад до набережной левого берега с организацией движения до проспекта Шухевича (Ватутина), которая позволила бы разгрузить Северный мост) вновь было перенесено на 2013 год. Тем не менее, 5 сентября 2013 года мост ещё был далёк от готовности.
22 октября 2012 года Кабинет министров Украины выделил 7,92 миллионов гривен на снос 133 садовых участков из 265 домов, сооружений и зелёных насаждений Русановских и Воскресенских садов, предусмотренных к сносу при строительстве эстакады Подольского мостового перехода.
В 2014 году были подняты и смонтированы центральные пролёты арок моста через Днепр.
15 апреля 2015 года Высший хозяйственный суд Украины обязал строительную компанию ОАО «Мостострой» вернуть деньги, выделенные на строительство — почти миллиард гривен, так как Подольско-Воскресенский мост находится в незавершённом состоянии и кроме того, компания не платила деньги по кредиту.
В первой половине 2017 года строительство моста было возобновлено, закончить строительство моста планировали в 2022 году.
18 мая 2023 года Киевский городской голова Виталий Кличко заявил, что открыть движение по первой очереди Подольско-Воскресенского моста планируют в конце 2023 года.
1 декабря 2023 года мост был открыт для спецтранспорта, автомобилей экстренных служб и автобусов. 1 декабря 2024 года мост открыт для движения легковых авто.

## Происшествия при строительстве
18 ноября 2011 года плавучий кран «Захарий LK-600», задействованный на строительстве мостового перехода, обрушился в реку и разломился в месте крепления грузовой стрелы. По предварительным данным, повреждение привело к полной потере работоспособности крана и загрязнению акватории Днепра смазочными материалами.
16 апреля 2020 года из-за аномально сильного порыва ветра подломилась и частично упала в реку большая по площади и парусности временная монтажная конструкция высотой около 30 метров, предназначенная для покраски арок.